# Segunda Guerra Luso-Ambundo
A Segunda Guerra Luso-Ambundo foi um conflito armado entre o Império Português e o Reino do Dongo. Desencadeada durante o governo de Bento Banha Cardoso, em 1611, resultou na derrota do principal inimigo dos portugueses em Angola e em 1622 foi firmado um acordo de paz.

## Contexto
Após a Primeira Guerra Luso-Ambundo, que durou de 1575 a 1604, estabeleceu-se uma paz entre o Reino do Dongo e os portugueses em Luanda que, no entanto, não deixaram de levar a cabo várias campanhas militares contra outros sobas da região.
A paz durou pouco e, em 1611, o rei do Dongo, Ambandi Angola, lançou novos ataques contra as feiras do sertão e capturara ou matara numerosos mercadores portugueses que as frequentavam.

## Decorrer das hostilidades
Informado pelos capitães dos presídios de que o angola do Dongo começara a atacar os mercadores portugueses nas feiras do sertão, o governador Bento Banha Cardoso, ouvida a opinião do bispo do Congo, decidiu encetar novas campanhas no sertão. Para isto firmou um aliança com os Imbangalas, que passaram a servir os portugueses como mercenários.

### Campanhas de Bento Banha Cardoso
Tendo capturado e executado o mais fiel soba de Ambandi Angola, Quilonga, o soba de Bambatungo e mais três macotas. Estas execuções causaram viva reacção no Dongo e na Matamba e o presídio de Cambambe foi cercado. A fortaleza foi, porém, acudida por Banha Cardoso, que rechaçou o exército sitiante e avassalou algumas dezenas de sobas.
Ainda em 1611, o governador fundou o presídio de Ambaca, próximo do rio Lucala. A seguir a isto levou a cabo novas campanhas, defendeu um soba dos ataques de outro soba vassalo do rei do Congo, capturou o soba Nambu Angongo que invadira terras portuguesas, derrotou o soba de Tunda, que se rebelara e fazia pilhagens na região.
As campanhas de Bento Banha Cardoso lograram pacificar temporariamente a região e, em 1614, o governador tinha atraido à órbita da Coroa Portuguesa mais 64 sobas, totalizando 78.

### Campanhas de Manuel Cerveira Pereira
No ano seguinte desembarcou em Luanda Manuel Cerveira Pereira, que sucedeu a Bento Banha Cardoso. Manteve-se no norte de Angola durante cerca de ano e meio, derrotou o sobas do Ango e deixou no presídio do Ango o capitão-mor João de Araújo e Azevedo, que derrotou o soba Caculo Cabango, que dava guarida a escravos fugidos de Luanda, Caculo Cabaça, Bumba Andala e Quilombo Catúbia. A 1 de Abril de 1617, cedeu o seu cargo ao capitão-mor de Angola António Gonçalves Pita e partiu para o Reino de Benguela, onde fundou uma nova cidade.

### Chegada de Luís Mendes de Vasconcelos

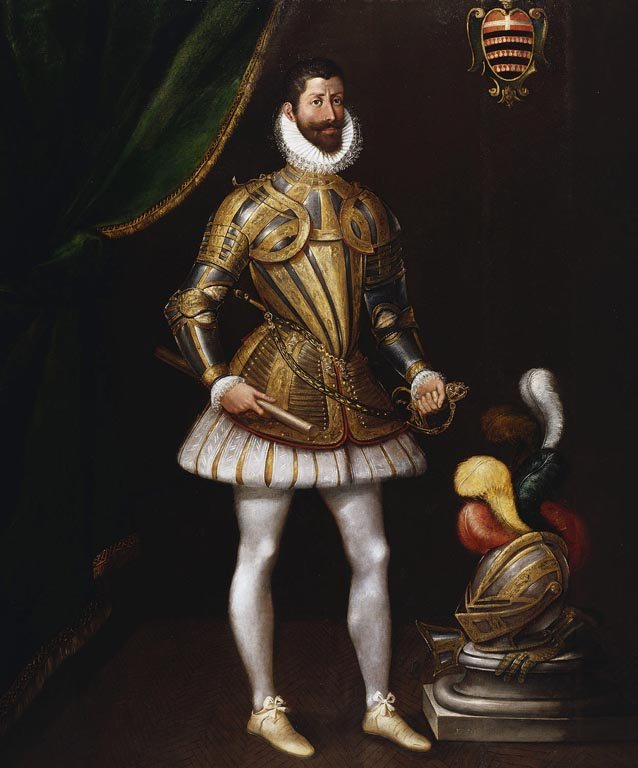
O governador Luís Mendes de Vasconcelos.

Nos primeiros meses de 1617 faleceu o rei Ambandi Angola e sucedeu-lhe no trono do Dongo o filho, Angola Ambandi. Ao subir ao trono lançou uma campanha de perseguição contra potenciais rivais políticos: matou um meio irmão, a mãe deste e os irmãos e irmãs desta, o tendala da Corte, muitos funcionários e as suas famílias; esterilizou violentamente as suas três irmãs, Nfuji, Nkambu e Jinga, a quem, na verdade, pertencia o trono de direito e matou o filho desta última. Também repudiou a diplomacia com os portugueses e reuniu tropas para atacá-los.
A 27 de Agosto daquele ano, desembarcou em Luanda o novo governador Luís Mendes de Vasconcelos, que se propusera a conquistar o Dongo e ligar, pela primeira vez, Angola à contra-costa. Tinha o apoio de muitos sobas ambundos insatisfeitos com o rei do Dongo e que se  colocaram voluntariamente sob a autoridade do governador.
Em finais de 1617, o governador Luís Mendes de Vasconcelos partiu de Luanda para uma campanha no sertão à cabeça de um exército para pacificar Caita Calabalanga, um dos poucos sobas poderosos ainda fiel ao rei do Dongo que se revoltara contra o capitão-mor do Ango, Francisco Antunes da Silva. O exército português contava com soldados mancebos, moradores de Luanda, guerreiros de sobas ambundos vassalos, quimbares, escravos e, sobretudo, três esquadrões de Imbangalas, mercenários canibais que Luís Mendes Vasconcelos antes repudiara mas agora alistara. Dois comandantes Imbangalas haviam sido cristianizados e tomado o nome de João Cassange e João Cassa Ca Angola mas o chefe do terceiro esquadrão, Donga, recusou o baptismo.

### Campanha de 1617

Bandeira de guerra com a Cruz da Ordem de Cristo.

O governador Luís Mendes de Vasconcelos começou por combater contra Caita Calabalanga, favorito de Angola Ambandi. Ao passar pelo presídio de Ambaca, nas proximidades do rio Lucala, em finais de 1617, Vasconcelos refundou-o em Pemba Real, no destrito de Ilamba, já no reino do Dongo. O governador tinha o apoio de um soba de uma linhagem rival à de Angola Ambandi e autorizou os portugueses a passarem pelas suas terras, prometendo-lhes também apoio militar.
O presídio foi, pouco depois, cercado pelos guerreiros do Dongo, comandados por Caita Calabalanga. Os portugueses defenderam-se com ânimo e os canibais Imbangalas atacaram com ferocidade a hoste do Dongo; os ambundos perderam o sangue-frio e abandonaram a peleja, chegando alguns a abrir caminho à força por entre os seus companheiros na rectaguarda. Pontos estratégicos na estrada para a capital do Dongo foram abandonados, deixando assim o caminho em aberto para os portugueses.
O Dongo havia no passado feito tenaz oposição aos portugueses mas agora Angola Ambandi viu-se incapaz de se opor ao avanço dos Imbangalas e abandonou a sua capital, Cabaça, para se refugiar numa ilha do rio Cuanza. Os portugueses ocuparam Cabaça em Janeiro, tendo milhares de pessoas morrido ou sido capturadas no decorrer destas operações militares e a cidade gravemente danificada, sobretudo pelos imbangalas, que abateram também os palmares circundantes.

### Campanhas de 1618

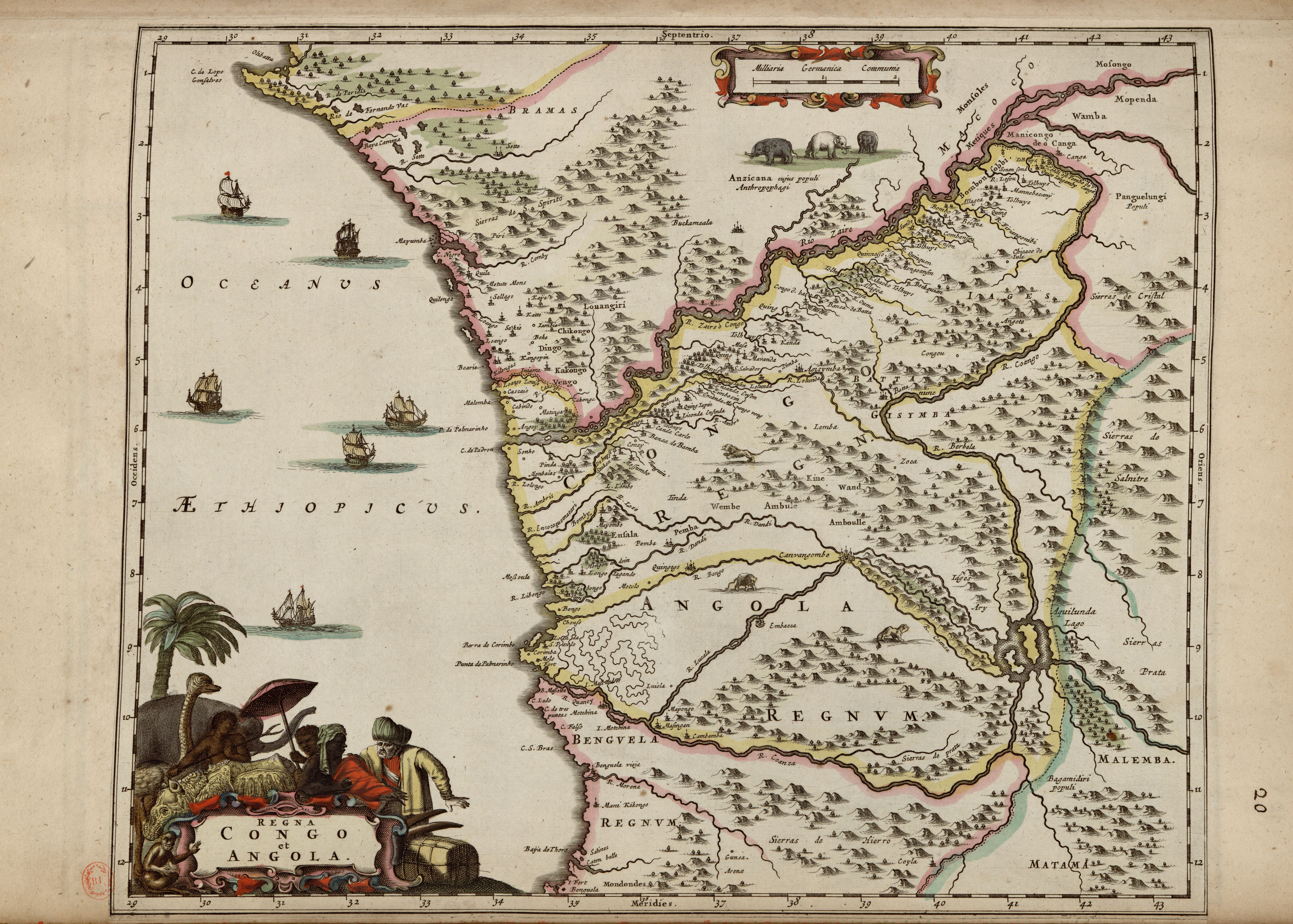
Os reinos de Congo e Angola.

Decorria por então a estação das chuvas, que dura de Setembro a Março e os soldados portugueses acampados em Cabaça começaram a morrer. Vasconcelos propôs a paz a Angola Ambandi mas o rei exigiu que os portugueses saíssem do Dongo primeiro. Luís Mendes de Vasconcelos repudiou as exigências do angola mas adoeceu também e retirou-se para Luanda por Ambaca, deixando o seu filho João Mendes de Vasconcelos ao comando da expedição.
Ao longo dos três meses seguintes João Mendes combateu contra o soba Caita Calabalanga, contando agora com a ajuda de sobas do reino do Congo, como Ambuíla e Cabonga. No decorrer desta campanha foram capturados 94 sobas, entre eles Caita Calabalanga. O exército português foi então dividido em duas partes e uma enviada para Ambaca ao passo que João Mendes, provavelmente em Maio ou Junho, fez um desvio com a outra para atacar Cassange, fundador do Reino de Cassange, que atacava território português, porém o soba recolheu-se ao mato e eludiu os portugueses, chegando a capturar-lhes bagagem. Regressou, depois, a Luanda.
A quantidade de prisioneiros feitos na campanha de 1618 excedeu as capacidades de Luanda e vários milhares fugiram para Kisama, a sul da cidade, ou para a pantanosa região de Casanze a norte, onde formaram comunidades de fugitivos que tiveram mais tarde de ser reduzidas pela força militar.

### Campanha de 1619
Insatisfeito com os resultados obtidos, em 1619 Luís Mendes de Vasconcelos lançou nova expedição ao interior para capturar Angola Ambandi. Nenhuma resistência foi oposta à passagem dos portugueses nos distritos do Dongo, agora despovoados pela guerra, como resultado das campanhas no ano anterior. Foram obtidos vários sucessos e a sede da Corte novamente assaltada, tendo, os portugueses capturado milhares de pessoas, entre elas a mãe e a mulheres de Angola Ambandi que, porém, logrou novamente fugir. Nesta campanha, porém, os imbangalas capturaram cerca de 4000 africanos cristianizados e alguns súbditos do Congo, pelo que o rei do Congo mandou encerrar a fronteira ao comércio.

### Campanhas de 1620 e 1621
As operações contra o Dongo continuaram em 1620 e em 1621 os portugueses reocuparam Cabaça uma segunda vez, tendo sido capturadas várias pessoas de sangue real, entre elas a principal mulher de Angola Ambandi, não tendo o exército português encontrado resistência. O rei Angola Ambandi refugiou-se nas ilhas de Kindonga, no rio Cuanza.

## Paz e consequências
O bispo de Luanda e alguns moradores portugueses, a quem os imbangalas tinham destruído terras, dirigiram protestos ao governador e as suas queixas pelas irregularidades de Luís Mendes de Vasconcelos alcançaram a Corte de Filipe III, que então reinava em Portugal. Luís Mendes de Vasconcelos foi preso quando desembarcou em Luanda o seu sucessor, João Correia de Sousa. Este enviou dois padres negros para propôr negociações a Angola Ambandi e em Maio de 1622 o rei do Dongo enviou Jinga para Luanda como embaixatriz para negociar um tratado de paz com os portugueses.

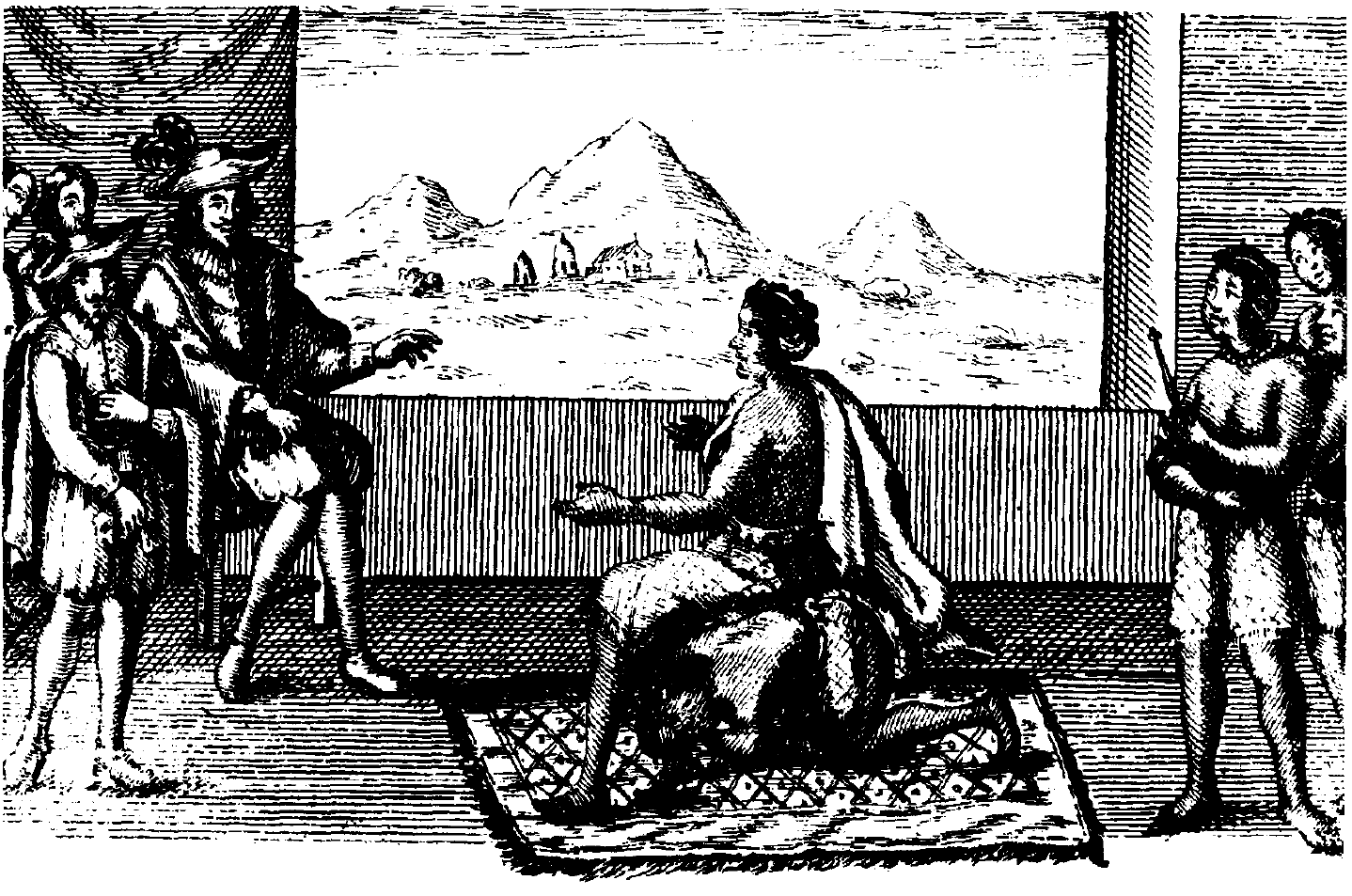
A reunião entre Jinga e o governador João Correia de Sousa.

Durante a visita a Luanda, Jinga converteu-se ao catolicismo, adoptando o nome de D. Ana de Sousa, em deferência ao governador, que ficou como padrinho de baptismo, juntamente com D. Gerónima Mendes, esposa do capitão-mor da cavalaria Luís Gomes Machado. Em Luanda foi hospedada na casa do negociante Rui de Araújo de Azevedo. Entre os termos do acordo de paz, contava-se uma expedição militar contra o reino imbangala de Cassange, que também atacava o Dongo.
As campanhas militares de 1618 a 1622 resultaram na devastação do Dongo, na vassalização de um total de 190 sobas e na captura de milhares de pessoas que foram enviadas para o Brasil ou para a América Espanhola. Algumas foram embarcadas na nau São João Baptista, que foi capturada pelos ingleses em alto-mar e acabaram na Virgínia, sendo os primeiros africanos no território do futuro EUA.